# Max Battke
Max Battke, född 1863 och död 1916, var en tysk musikpedagog.
Max Battke studerade vid högskolan i Berlin, var dirigent och lärare vid Sterns konservatorium och Konservatorium des Westens i Berlin. Han grundade 1900 ett seminarium för musik, som 1910 ombildades till ett seminarium för skolsång, och ledde från 1902 ungdomskonsterter. 
Battke har författat Elementarlehre der Musik (3:e upplagan 1908), Primavista. Eine Methode, vom Blatt singen zu lernen (4:e upplagan 1908), Primavista, Eine Methode, vom Blatt singen zu lernen (4:e upplagan, 1912), Die Erziehung des Tonsinnes (1905), samt Neue Formen des Musikdiktats (1913).